# Droga krajowa 75

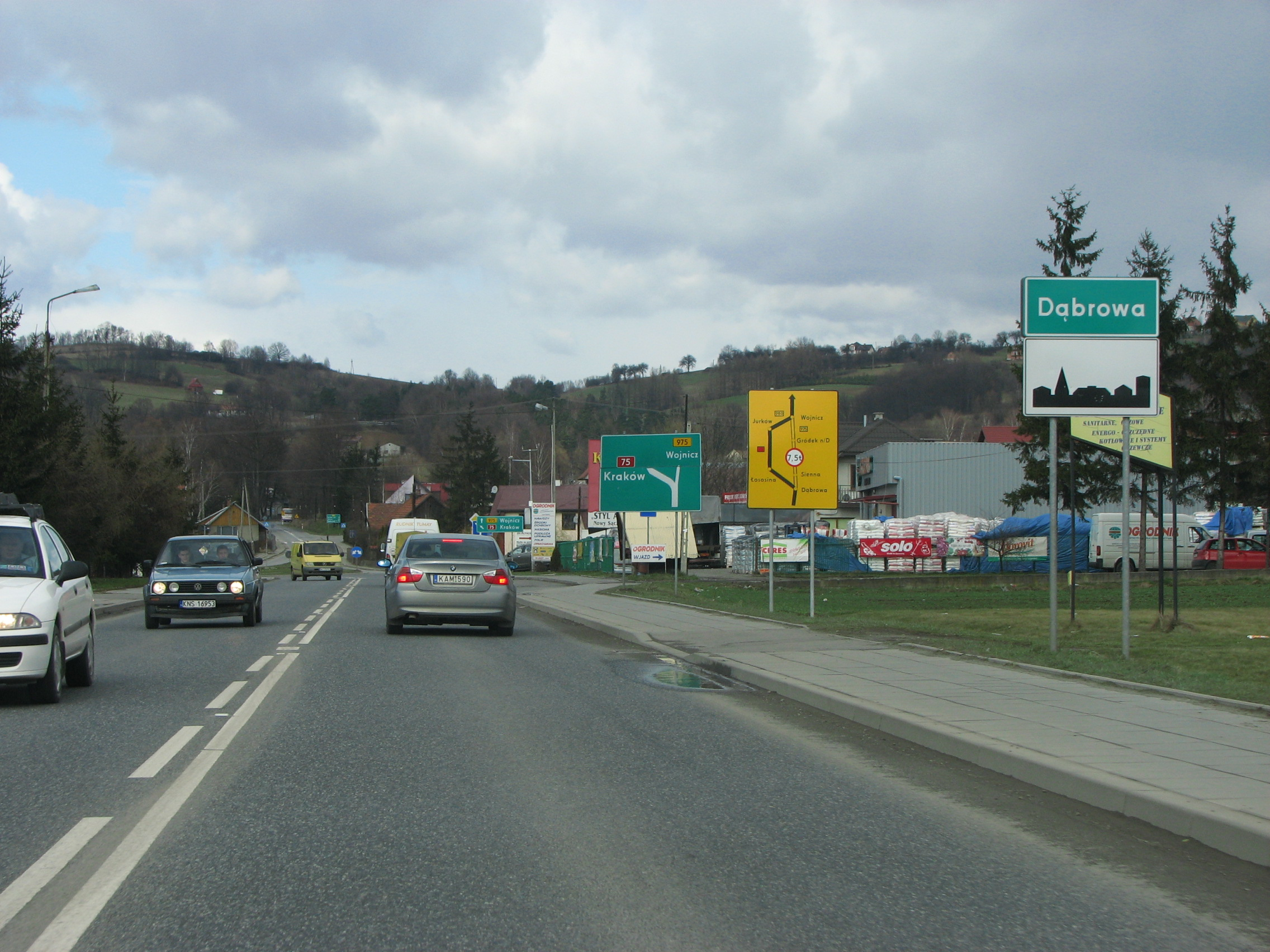
Die Straße in Dąbrowa

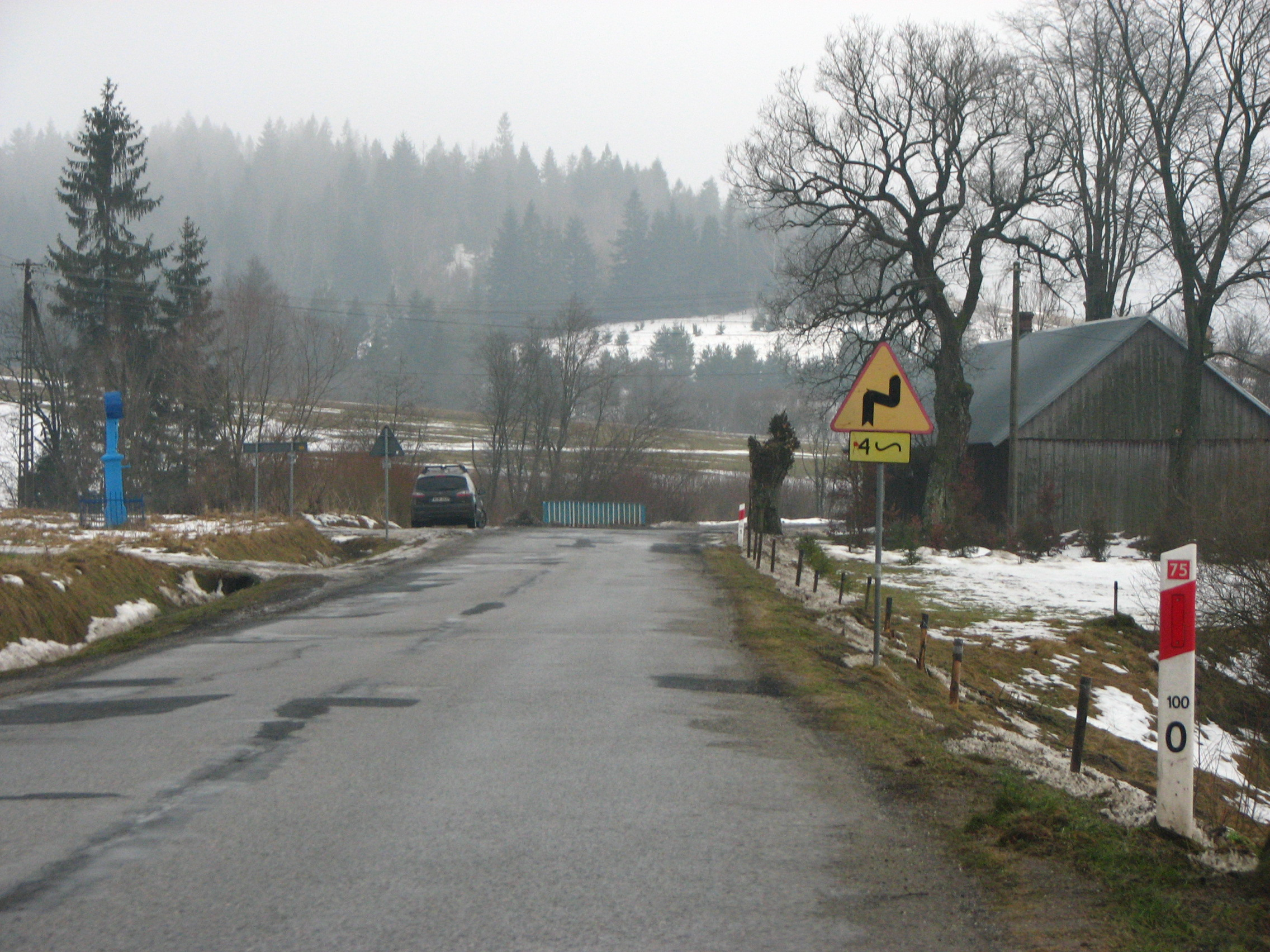
Nördlich von Tylicz

Die Droga krajowa 75 (DK75) ist eine Landesstraße in Polen. Sie beginnt östlich von Krakau, wo sie von der Droga krajowa 79 nach Süden abzweigt, die Weichsel überquert und sich nach Bochnia und Brzesko fortsetzt (teilweise auf der Trasse der Droga krajowa 94).  Hier wendet sie sich nach Süden und folgt teilweise dem Dunajec nach Nowy Sącz (Neu Sandez), wo sie sich nach Südosten wendet. Sie endete früher in Krynica-Zdrój. Die aktuelle Streckenführung setzt sich, den Ort nicht berührend, über die Ortschaften Tylicz und Muszynka bis zum Tylicz-Pass an der Grenze zur Slowakei fort. Die Straße ist rund 133 Kilometer lang.

## Wichtige Ortschaften an der Strecke
Woiwodschaft Kleinpolen (województwo małopolskie):
- Abzweig bei Krakau-Nowa Huta (DK79)
- Niepołomice
- Łapczyca
- Bochnia
- Brzesko (bis hier Trasse teilweise gemeinsam mit DK94)
- Tymowa
- Czchów
- Nowy Sącz (DK28, DK87)
- Krzyżówka
- Tylicz
- Muszynka